# Региони Малавија
Малави  је подељен на три региона, а региони су подељени на дистрикте (укупно их има 28).

Региони Малавија су:
- Северни регион

Популација: 1,708,930 (2008)
Површина: 26.931 km2 (10.398 sq mi)
Главни град:Мзузу
- Централни регион

Популација: 5.510.195 (2008)
Површина: 35.592 km2 (13.742 sq mi)
Главни град:Лилонгве
- Јужни регион

Популација: 5.876.784 (2008)
Површина: 31.753 km2 (12.260 sq mi)
Главни град:Блантајер